# Carmine Lupertazzi
Carmine Lupertazzi, Sr., interprété par Tony Lip, est un personnage fictif de la série télévisée d'HBO Les Soprano. Il fut le parrain de la famille Lupertazzi de Brooklyn.
Il méprise la famille DiMeo malgré les revenus financiers que cette dernière assure à ses associés de New York. Johnny Sack demande à Tony Soprano de l'éliminer, mais ce dernier fait marche arrière. Il meurt d'une attaque et est remplacé par Sack.